# Cerocomini
Tribu
Les Cerocomini sont une tribu d'insectes de l'ordre des coléoptères, de la famille des Meloidae, sous-famille des Meloinae.

## Systématique
- La tribu des Cerocomini a été décrite par l'entomologiste anglais William Elford Leach en 1815[1].
- Le genre type pour la tribu est Cerocoma Geoffroy, 1762

## Taxinomie
Liste des genres
Selon BioLib (18 décembre 2021) : 
- Anisarthrocera Semenov, 1895
- Cerocoma Geoffroy, 1762
- Diaphorocera Heyden, 1863
- Rhampholyssa Kraatz, 1863
- Rhampholyssodes Kaszab, 1983